# 杉本雄治
杉本 雄治（すぎもと ゆうじ、1988年12月3日 - ）は、日本のミュージシャン、作曲家、編曲家。元WEAVERのボーカル。現在はOCEANSのサポートメンバー及び、2023年に始動したソロプロジェクト「ONCE」としても活動している。オフィシャルファンクラブは「YS PARLOR」。

## 概要
- WEAVERでは、バンドのリーダーで、ボーカルとピアノを担当しており、ほとんどの楽曲の作曲、一部楽曲の作詞を担当していた。
- ピアノのみならずギターやアコーディオン、シンセサイザー等を使用することもある。
- 元々はギタリストであり多数のギターを所有している。ライブでギター弾く傾向があり、ライブでも度々登場している。赤いギターの名前はジェシーである。
- バンド解散後に始動したソロプロジェクト「ONCE（ワンス）」の名前は"You only live once”（人生一度きり）という言葉から取られており、杉本雄治としての先入観を取り除いて音楽を受け取ってほしいという思いからあえて本名とは違う名前での活動となったという[3]。

## 来歴
- 2011年8月24日発売のアルバム『ジュビレーション』に初のソロ曲となる「負けんな!」が収録[4]。
- 2011年9月7日発売のアミューズ及びA-Sketchの先輩アーティストであるflumpoolの「証」のPVにピアノ演奏者として出演。
- 2011年11月から12月にかけて、開催する全国ツアーの会場で杉本雄治×加藤イサム名義となる『facing you』を限定発売。
- 2017年、にこいち「君をつれて」のアレンジを担当。
- 2017年4月、「STAND ALONE vol.4」に出演し、HY新里英之と共演。
- 2017年、地球ゴージャスプロデュースの「ZEROTOPIA」に音楽で参加。また、アミューズ若手アーティストによるオリジナルミュージカル「オーバーリング･ギフト」で作曲を担当した。
- 2018年7月、AMUSE SEASiDE STUDiO「夏音-Canon-」に、スペシャルアコースティックバンドのキーボード&ボーカル&コーラスとして参加。
- 2018年、柚希礼音2ndミニアルバム「R ing」に作曲で参加。
- 2018年よりクレイユーキーズのサポートキーボードとして活動。
- 2018年9月、「グッドストックフェスティバル」にてにこいちのサポートを務める。
- 2023年2月26日をもってWEAVERが解散、解散後は、同年3月31日付でメジャーデビュー以降から所属していたアミューズを退所し、A-Sketchとエージェント契約を締結という形での活動となる[5]。
- 2023年4月1日、ソロ活動においてのファンクラブ「YS PARLOR」を開設[2]。
- 2023年5月13日のファンクラブ配信ライブにて、ソロプロジェクトONCEを始動することを発表[1]。
- 2023年7月19日にONCE初の楽曲『Amazing Grace』をリリース。
- 2023年9月13日に、ONCEとして初のアルバム『ONLY LIVE ONCE』をリリース。

## 人物
- メンバーの奥野翔太、河邉徹とは兵庫県立神戸高等学校時代の同級生である。高校1年生の頃に奥野と知り合い、中学時代にバンドを組んだ経験もあったので、2人でバンドを組もうということになり、ドラムはどうしようかという話になった時、たまたま教室の前を通りかかった河邉を誘ってみたのが結成のきっかけである。
- 高校生活の中で色々なことで悩んだ結果、音楽で生計をたてる事を決意し、バンド活動に自らの道を絞る為、3人の中で唯一、進学せず音楽の道に進んだ。音楽大学を浪人。
- 母親がピアノの先生ということもあり、2歳の頃からピアノに触れていた。小学生の頃からは母親の先生に習いに行っていたが、小学校高学年くらいで「男がピアノ？」と同級生にからかわれピアノが嫌いになり、中学進学を期に、当時習っていた先生に「プロのピアニストになるか、普通の中学生になるか」と決断を強いられて「普通になる」とそこから一度ピアノから遠ざかった。
- 小学校3年生ぐらいの頃、U2などが出ていたチャリティイベントをテレビで見て、有名な歌手になれば世界を救えるんだと漠然と思い、歌手になりたいと思うようになった。
- スポーツも万能で部活動が盛んな高校の中では珍しい部活無所属であったにもかかわらず、学年の体力テストでは2位だった。だが唯一、海で泳ぐことができない。奥野曰く、「足のつかないところが怖い」のだという。

### 思想
音楽に対する思いとして彼は
| 「 | 忘れたくないのは、例えばどんなに舞台が大きくなっても、一人ひとりに歌を届けるんだっていう気持ち。規模が大きくなるとつながりも薄くなってしまいがちですが、音楽で人を幸せにしたいという気持ちは3人がずっと持っていることなので。曲作りもライブも、一つひとつを大切にしながらこれからもやっていきたい | 」 |

と語っている。

## ディスコグラフィ

### ONCE

#### デジタルシングル
| 枚  | 発売日        | タイトル                                        | 収録アルバム          | 備考 |
| --- | ------------- | ----------------------------------------------- | --------------------- | --- |
| 1st | 2023年7月19日 | Amazing Grace                                   | 『ONLY LIVE ONCE』    | |
| 2nd | 2024年5月15日 | 夢でもし逢えたら                                | 『Wandering』         | |
| -   | 2024年6月12日 | 夢でもし逢えたら (at Billboard Live TOKYO 2024) | 『Wandering (DISC2)』 | 2024年2月11日のBillboard Live TOKYOでの初披露時の音源を収録。同ライブを音源化したデジタルアルバム『ONLY LIVE ONCE in Billboard Live』には未収録だが、2ndアルバム『Wandering』のDISC2にて追加収録された。 |
| 3rd | 2024年7月17日 | Flyby                                           | 『Wandering』         | |
| 4th | 2024年8月7日  | この手                                          | 『Wandering』         | |
| -   | 2024年8月29日 | Nocturne (at Billboard Live TOKYO 2024)         | 『Wandering (DISC2)』 | 2024年2月11日のBillboard Live TOKYOでの初披露時の音源を収録。同ライブを音源化したデジタルアルバム『ONLY LIVE ONCE in Billboard Live』には未収録だが、2ndアルバム『Wandering』のDISC2にて追加収録された。 |

#### オリジナル・アルバム
|     | 発売日        | タイトル       | 規格                      | 規格品番 | 備考 |
| --- | ------------- | -------------- | ------------------------- | -------- | --- |
| 1st | 2023年9月13日 | ONLY LIVE ONCE | CD デジタル・ダウンロード | AZNT-87  | CD盤は、2023年9月から10月にかけて開催された全国ツアー「ONCE 1st Tour ～ONLY LIVE ONCE～」のライブ会場及び通信販売限定で発売。             |
| 2nd | 2024年8月29日 | Wandering      | CD デジタル・ダウンロード | AZNT-95  | CD盤は、2024年8月31日から開催される東名阪ツアー「ONCE ONEMAN TOUR 2024『Wandering』」のライブ会場及びツアー終了以降は通信販売限定で発売。 |

#### ライブ・アルバム
|     | 発売日        | タイトル                            | 規格                   | 規格品番 | 備考 |
| --- | ------------- | ----------------------------------- | ---------------------- | -------- | --- |
| 1st | 2024年4月17日 | ONLY LIVE ONCE in Billboard Live    | デジタル・ダウンロード | AZNT-96  | 2024年2月11日にBillboard Live TOKYOにて開催したライブの音源を収録。当時未発売だった『夢でもし逢えたら』『Nocturne』を追加収録し、2ndアルバム『Wandering』のDISC2としてCD化された。 |
| 2nd | 2025年5月14日 | ONCE Billboard Live 2025〜Moments〜 | デジタル・ダウンロード |          | 2025年3月にBillboard Live YOKOHAMAにて開催したライブの音源を収録。 |

### 杉本雄治

#### アルバム
|     | 発売日         | タイトル   | 規格 | 規格品番 | 備考 |
| --- | -------------- | ---------- | ---- | -------- | --- |
| 1st | 2011年11月11日 | facing you | CD   | ANT-0017 | 杉本雄治×加藤イサム名義で、2011年11月から12月にかけて開催された全国ツアー「ジュビレーション 太陽と月のパレード」会場限定で発売された。 |

### その他の曲
- 「負けんな!」（WEAVERのアルバム『ジュビレーション』に収録。作詞・作曲は加藤イサム）

### 舞台音楽
- 2013年初演の森雪之丞脚本、岸谷五朗演出のミュージカル『SONG WRITERS』の表題曲などを担当。

- 2017年6月に、東京のDDD青山クロスシアターにて初演された『オーバーリング・ギフト』全音楽を担当。

- 2018年3月から行われた地球ゴージャスプロデュースvol.15『ZEROTOPIA』の音楽を担当。

### 楽曲提供
| 発売日         | アーティスト                     | 曲名                                          | 収録作品                                                 | レーベル                 |                                                            |
| -------------- | -------------------------------- | --------------------------------------------- | -------------------------------------------------------- | ------------------------ | ---------------------------------------------------------- |
| 2014年10月29日 | 渡辺美里                         | 夢ってどんな色してるの                        | 『オーディナリー・ライフ』                               | エピックレコードジャパン | 作曲                                                       |
| 2016年2月10日  | flumpool                         | MOMENT                                        | 『夜は眠れるかい?』                                      | A-Sketch                 | 編曲                                                       |
| 2017年11月8日  | にこいち                         | 君をつれて                                    | 『コトノハ』                                             | VAP                      | 編曲                                                       |
| 2018年9月26日  | 柚希礼音                         | blue forever                                  | 『R ing』                                                | Amuse Inc.               | 作曲・編曲                                                 |
| 2018年9月26日  | 柚希礼音                         | 道                                            | 『R ing』                                                | Amuse Inc.               | 作曲・編曲                                                 |
| 2019年6月5日   | さなり                           | Mayday                                        | 『SICKSTEEN』                                            | A-Sketch                 | 作曲（さなりとの共作）                                     |
| 2019年6月19日  | 逢田梨香子                       | アズライトブルー                              | 『Principal』                                            | DMM music / Astro Voice  | 作曲                                                       |
| 2019年11月30日 | チーム・ハンサム!                | 春の花                                        | 『15th Anniversary SUPER HANDSOME COLLECTION 「JUMP↑」』 | Amuse                    | 作曲                                                       |
| 2021年4月3日   | 牧野由依                         | シルエット                                    | 『シルエット』                                           | インペリアルレコード     | 作曲                                                       |
| 2022年3月16日  | flumpool                         | 君に届け (A Spring Breath ver.)               | 『A Spring Breath』                                      | A-Sketch                 | プロデュース・編曲（阪井一生との共編曲・共同プロデュース） |
| 2022年3月16日  | flumpool                         | サヨナラの瞬間                                | 『A Spring Breath』                                      | A-Sketch                 | プロデュース・編曲（阪井一生との共編曲・共同プロデュース） |
| 2022年3月16日  | flumpool                         | two of us (A Spring Breath ver.)              | 『A Spring Breath』                                      | A-Sketch                 | プロデュース・編曲（阪井一生との共編曲・共同プロデュース） |
| 2022年3月16日  | flumpool                         | 明日への帰り道                                | 『A Spring Breath』                                      | A-Sketch                 | プロデュース・編曲（阪井一生との共編曲・共同プロデュース） |
| 2022年3月16日  | flumpool                         | 証 (A Spring Breath ver.)                     | 『A Spring Breath』                                      | A-Sketch                 | プロデュース・編曲（阪井一生との共編曲・共同プロデュース） |
| 2022年3月16日  | flumpool                         | 夢から覚めないで                              | 『A Spring Breath』                                      | A-Sketch                 | プロデュース・編曲（阪井一生との共編曲・共同プロデュース） |
| 2022年3月16日  | flumpool                         | Hydrangea (A Spring Breath ver.)              | 『A Spring Breath』                                      | A-Sketch                 | プロデュース・編曲（阪井一生との共編曲・共同プロデュース） |
| 2022年3月16日  | flumpool                         | 誰かの春の風になって                          | 『A Spring Breath』                                      | A-Sketch                 | プロデュース・編曲（阪井一生との共編曲・共同プロデュース） |
| 2022年3月16日  | flumpool                         | どんな未来にも愛はある (A Spring Breath ver.) | 『A Spring Breath』                                      | A-Sketch                 | プロデュース・編曲（阪井一生との共編曲・共同プロデュース） |
| 2022年3月16日  | flumpool                         | 花になれ (A Spring Breath ver.)               | 『A Spring Breath』                                      | A-Sketch                 | プロデュース・編曲（阪井一生との共編曲・共同プロデュース） |
| 2022年3月16日  | flumpool                         | A Spring Breath                               | 『A Spring Breath』                                      | A-Sketch                 | プロデュース・編曲（阪井一生との共編曲・共同プロデュース） |
| 2022年6月1日   | 月川玲（Hi Cheers! / YABI×YABI） | ツキニウタウ                                  | 『ツキニウタウ』                                         | A-Sketch                 | 編曲                                                       |
| 2022年8月31日  | GOOD ON THE REEL                 | 同じ空の下で                                  | 『P.S. モノローグ』                                      | ユニバーサルミュージック | アレンジ                                                   |
| 2024年6月26日  | YU                               | remembering                                   | 『remembering』                                          | アミューズ               | 作曲・編曲                                                 |

### 参加作品
| 発売日        | アーティスト     | 曲名                     | 収録作品                     | レーベル                 |                               |
| ------------- | ---------------- | ------------------------ | ---------------------------- | ------------------------ | ----------------------------- |
| 2022年7月13日 | 森大翔           | すれ違ってしまった人達へ | 『すれ違ってしまった人達へ』 | A-Sketch                 | ピアノ                        |
| 2022年8月31日 | GOOD ON THE REEL | 同じ空の下で             | 『P.S. モノローグ』          | ユニバーサルミュージック | ピアノ・ギター                |
| 2023年4月28日 | 森大翔           | オテテツナイデ           | 『オテテツナイデ』           | A-Sketch                 | ピアノ・Additional Production |

## サポート
- クレイ勇輝
- にこいち
- flumpool
- YU

## タイアップ一覧
| 杉本雄治 名義 |                  |                                                                                  |
| 使用年        | 曲名             | タイアップ                                                                       |
| 2022年        | Traveller        | BS朝日 アーティゾン美術館「パリ・オペラ座 – 響き合う芸術の殿堂」番組テーマソング |
| 2022年        | The Entrance     | BS朝日 アーティゾン美術館「パリ・オペラ座 – 響き合う芸術の殿堂」挿入曲           |
| 2025年        | 曲名不明         | SONY Web動画「mocopi×コジマプロダクション ゲーム制作の舞台裏」BGM                |
| ONCE 名義     |                  |                                                                                  |
| 2024年        | 夢でもし逢えたら | NHK-FM 「 ミュージックライン」 6・7月度エンディングテーマ                        |

## 出演

### テレビ番組
- 関ジャニの仕分け∞2時間SP（テレビ朝日、2015年1月17日）
- 空旅をあなたへ-PREMIUM SKY-（フジテレビ、2022年7月7日 - 7月28日）[20]

### ミュージックビデオ
- flumpool「証」（2011年、A-Sketch）[21]
- THE TURTLES JAPAN「It's Alright」(2014、A-Sketch)